# 平台无关的模型
平台独立模型（Platform Independent Model）类似于系统分析模型，它处于中间抽象层次，关注系统的整个架构实现，但却忽略掉与平台相关的部分。平台独立模型可以转换成多个平台相关模型；
平台獨立模式（PIM）是一種高階抽象的模式，該模式與開發技術獨立。PIM是系統分析與設計結果的重要產出，主要根據需求塑模（RM）的結果從如何支援企業運作的觀點描述一個軟體系統，並不涉及描述系統開發與運作之平台。
以UML來描述PIM是最好的選擇。